# Vaixell permès
El vaixell permès o navili amb permís era una concessió feta per la corona espanyola a Anglaterra després de la signatura del tractat d'Utrecht, aquesta concessió (o permís) autoritzava Anglaterra a enviar un vaixell a l'any amb una capacitat de càrrega de 500 tones a les colònies espanyoles americanes per a comerciar-hi.
Aquesta concessió va ser aprofitada pels britànics per a exercir un descarat contraban; van proveir el vaixell amb nous gèneres en alta mar provinents de Jamaica i va tornar a port per intercanviar aquestes mercaderies. A més a més, amb aquesta concessió es va reconèixer de facto la fi del monopoli comercial espanyol amb Amèrica, fet denunciat per Jordi Joan en el seu informe, i s'hagué d'acabar introduint la idea de llibertat de comerç proposada per Jordi Joan en el dit informe.
Pel Tractat hispanobritànic de Madrid, signat entre Espanya i la Gran Bretanya en 1750, Gran Bretanya renuncià al dret d'asiento de negros i del vaixell permès a canvi d'una indemnització de 100.000 lliures.